# 大宛
大宛（呉音：だいおん、漢音：たいえん、拼音: Dàyuān）は、紀元前2世紀頃より中央アジアのフェルガナ地方に存在したアーリア系民族の国家。大宛（だいえん）とは固有名詞を漢字に転写したものではなく、広大なオアシスという意味らしい。しばらく中国史書では大宛という名を使用したが、『魏書』以降はフェルガナの転写と思われる洛那国・破洛那国・鏺汗国・抜汗那国・㤄捍国などが使用された。

## 歴史

### 張騫以前
紀元前129年頃に前漢の張騫が訪れるまで、この地（フェルガナ）は史上に知られていなかった。それは、紀元前6世紀以降のアケメネス朝にしてもアレクサンドロス3世（大王）にしても、ヤクサルテス川（シル・ダリア）を越えてこの地にまで踏み込むことがなかったためであり、ましてや中華王朝がこの地に進出することがなかったためである。しかしながら考古学上、紀元前2千年代からこの地には青銅器時代を迎えた定住民が暮らしており、文化的には生命樹やジッグラトといったメソポタミア文明の影響を受けていたことがわかっている。やがて、この地にイラン系の人々（いわゆるアーリア人やサカ人）が南下して移住することとなり、大宛建国に至る。

### 張騫の西域訪問

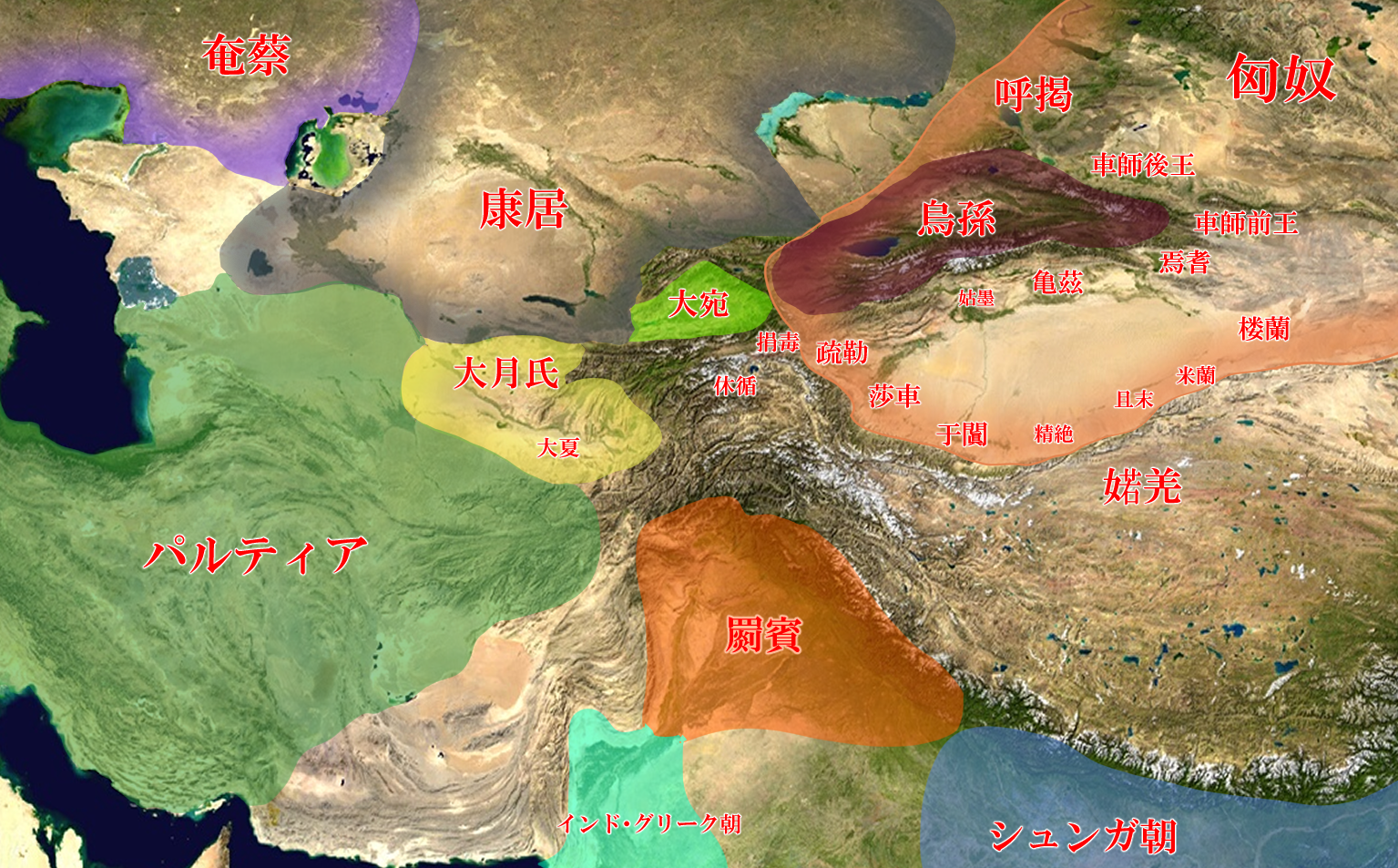
紀元前2世紀頃の中央アジアの地図

前漢の武帝は、月氏と手を組んで匈奴を挟撃しようと考え、月氏への使者を募集した。そこで、郎であった張騫が使者となり、匈奴人の堂邑の甘父ら100人あまりとともに隴西を出た。しかし、すぐに匈奴に捕まってしまい、10年あまりも抑留された。ある時、監視が緩まったのを機に脱出し、西へ行くこと数十日、大宛に到着した。
大宛は以前から漢と通商したいと望んでいたので、王は事情を聞き、とりあえず張騫たちを隣国の康居まで道案内をつけて送ってやった。そしてその康居も、張騫たちを目的地である大月氏まで送ってやった。
ようやく大月氏に着いた張騫たちは、漢とともに匈奴を挟撃してもらう旨を伝えたが、すでに大月氏には匈奴を討つ必要性がなくなっていたので、はっきりした返答がもらえなかった。1年後、張騫たちは西域南道を通って帰ったが、またも匈奴に捕まってしまい、1年あまり抑留された。張騫たちは匈奴の混乱に乗じて再び脱出し、13年ぶりに漢に帰国した。出発時にいた100人余りの使者は、張騫と堂邑の甘父の二人だけとなった。2人はそれぞれ太中大夫・奉使君にとりたてられた。

### 二度の大宛討伐
やがて漢と大宛が国交を結び、武帝は大宛の汗血馬を愛好するようになった。武帝はある時、汗血馬が大宛の弐師城におかれていることを知ると、ほしくなったので、千金と金製の馬を持たせた使者を大宛に送り、千金と金製の馬で汗血馬を買おうとした。しかし、大宛は漢の足元を見て断ったため、武帝は怒り、李広利を弐師将軍に任命し、太初元年（前104年）、大宛討伐を行った。しかし、蝗害と飢餓で一つの城も落とすことができず、敦煌まで撤退した。これについて李広利は兵力が不十分だったので、もう一度遠征軍を出すことを請うたが、武帝は激怒し、李広利らを入国させなかった。
しかし、武帝は大宛討伐を諦めることができなかったので、太初3年（前102年）、一度目の遠征軍以上の軍備を整え、これ以上ないほどの大軍で、再び大宛討伐の遠征軍を編成し、李広利に託した。
大宛の軍は漢軍を迎え撃ったが、漢軍の方が優勢だったので、籠城することにした。李広利は城の水源を絶ち、40日余りも包囲した末、外城を破壊し、大宛勇将の煎靡を捕虜とした。
汗血馬を差し出すのを拒んだために、このような事態になったので、大宛貴族たちは相談して大宛王の毋寡を殺し、漢軍にその首と汗血馬を差し出し、停戦を申し込むことにした。李広利らはこれを承諾し、軍を引いた。大宛王が殺されたので、漢は大宛貴族であった昧蔡という者を新たな大宛王とした。しかしその後、大宛貴族たちは昧蔡を売国奴として殺害し、毋寡の弟の蝉封を大宛王に即位させ、その子を人質として漢に送った。

### 後漢の時代

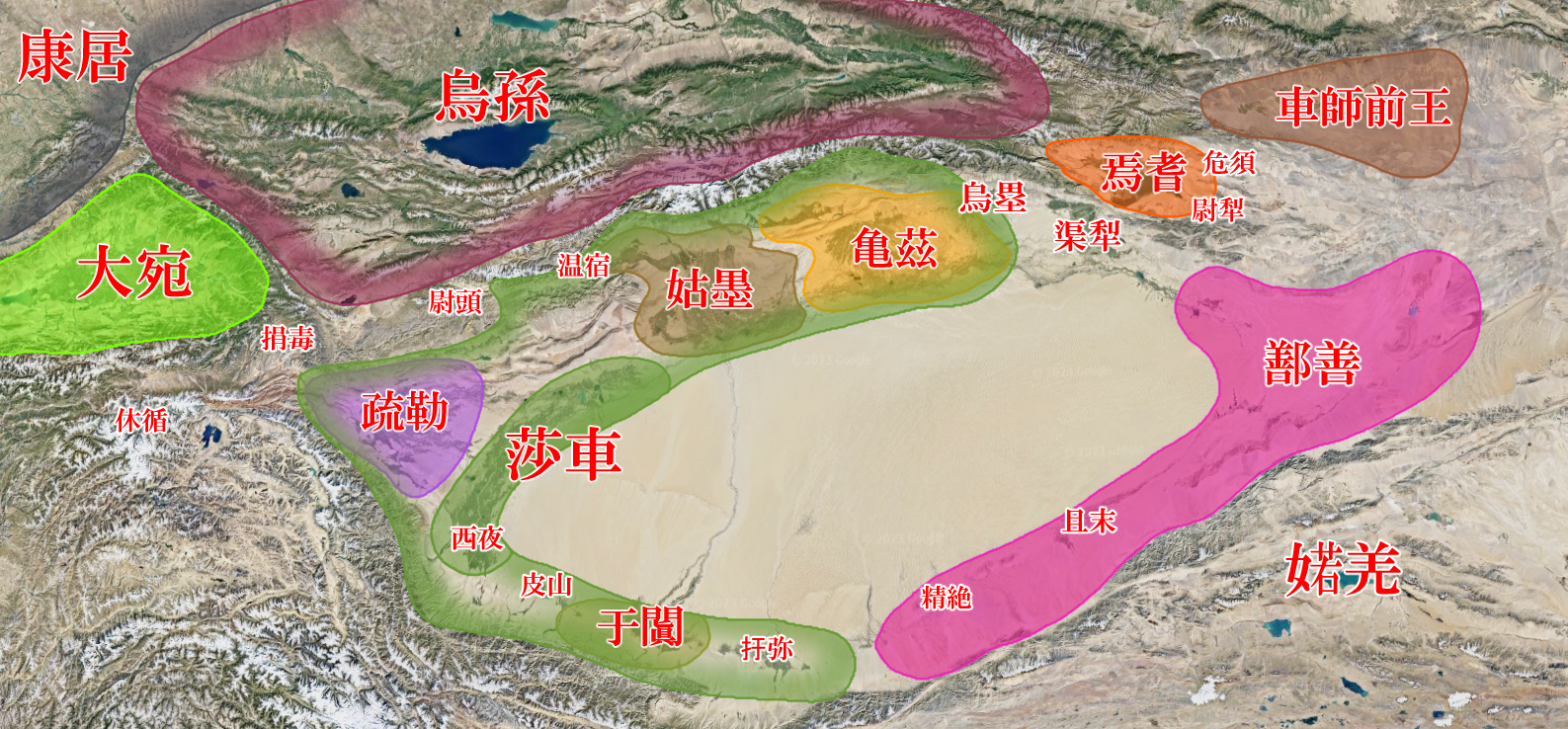
1世紀のタリム盆地

後漢の光武帝の時代、西域諸国の中で最も強勢を誇った莎車国王の賢は、大宛からの税が少ないとし、自ら諸国の兵数万人を率いて大宛を攻め、大宛王の延留を降伏させ、新たに拘弥王の橋塞提を大宛王とした。しかし、康居がこれを攻撃し、橋塞提が逃亡したので、賢はふたたび延留を大宛王に戻した。

### 西晋の時代
西晋の太康6年（285年）、武帝司馬炎は遣使の楊顥を送り、藍庾を大宛王に封じた。藍庾が死に、その子の摩之が立ち、朝貢して汗血馬を献じた。
「大宛」の名は西晋まで見られるが、以後はフェルガナの音訳である「破洛那」などが用いられるようになった。

### 南北朝時代

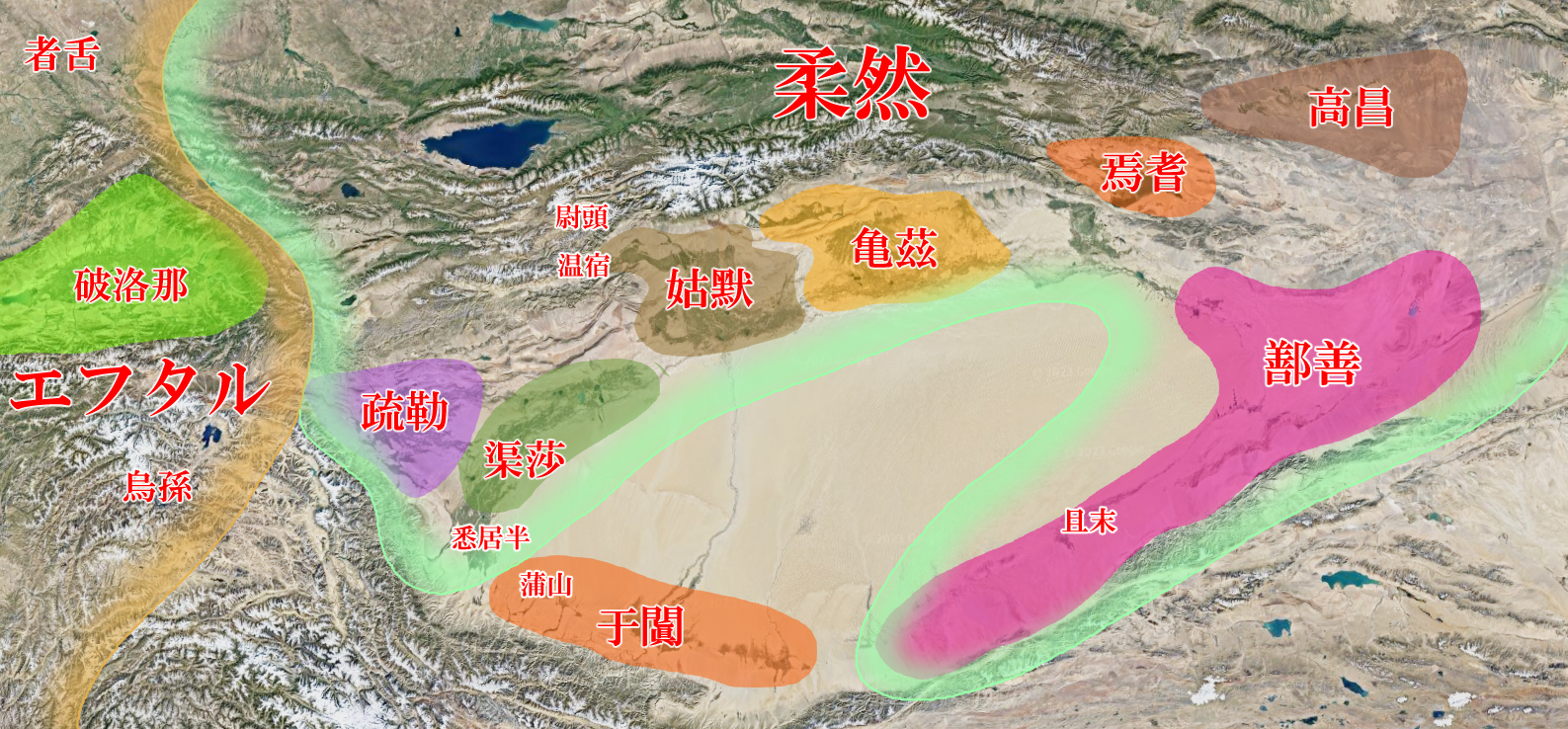
5世紀のタリム盆地の勢力図

北朝の時代は破洛那国と呼ばれ、北魏の太和3年（479年）、北魏に遣使を送って汗血馬を献じた。この頃は遊牧国家エフタルの支配下にあった。
567年頃、エフタルは突厥の室点蜜（イステミ）とサーサーン朝の挟撃にあって崩壊し、フェルガナは突厥の支配下に入る。
『北史』や『隋書』に「鏺汗国、古の渠搜国なり、王姓は昭武、字は阿利柒」とあるが、『新唐書』に「寧遠国とは、もとの抜汗那で、あるいは鏺汗と言い、北魏時は破洛那と言った」とあるので、これもフェルガナの転写だと思われる。鏺汗国は大業年間（605年 - 618年）、隋に遣使を送って朝貢した。

### 唐代

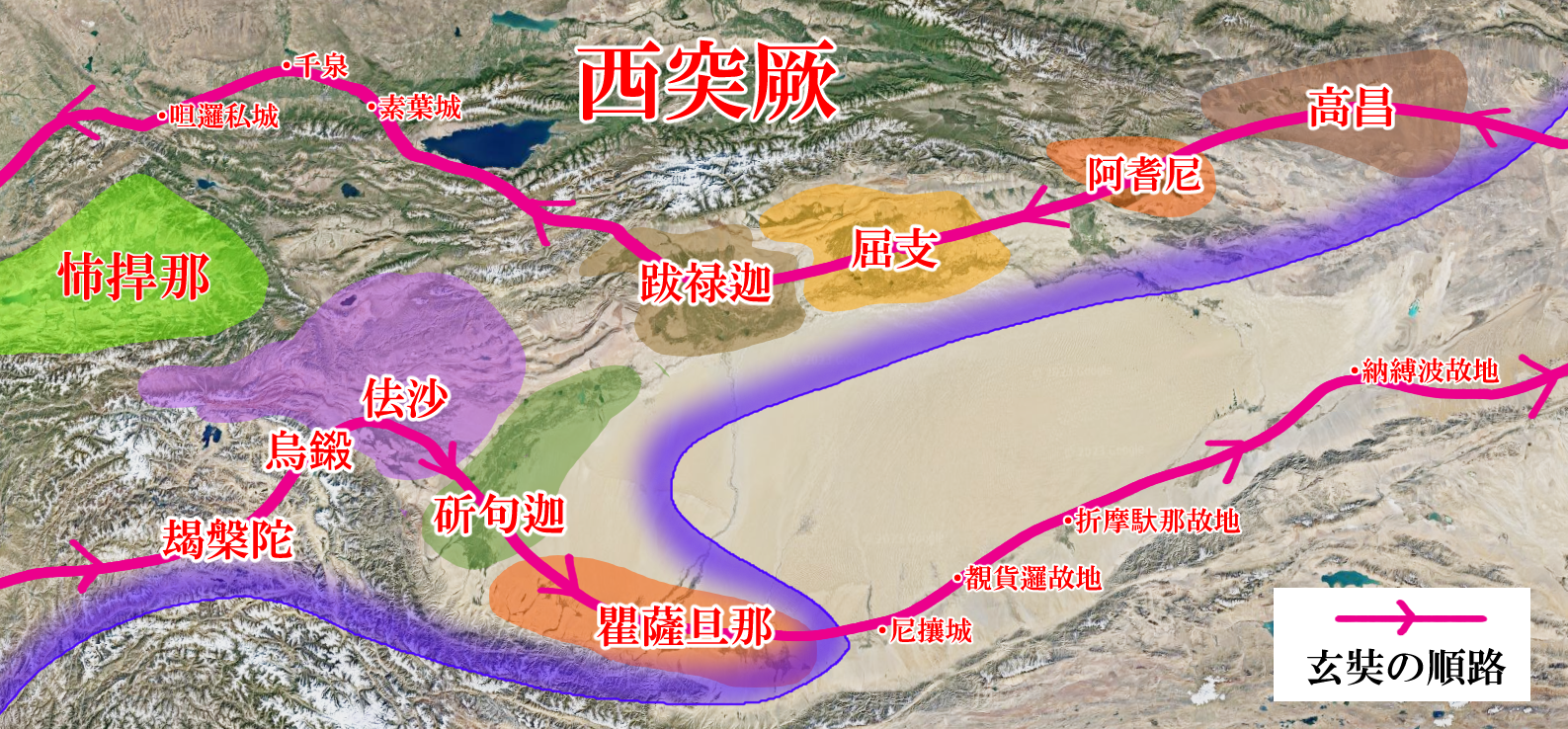
7世紀のタリム盆地（大唐西域記）

唐代は抜汗那国と呼ばれ、西突厥の支配下にあった。
貞観年間（627年 - 649年）、抜汗那王の契苾が西突厥の統莫賀咄に殺されたので、阿瑟那鼠匿はその城を奪って抜汗那王位に就いた。鼠匿が死ぬと、子の遏波之は契苾の兄の子である阿了参を立てて抜汗那王とし、呼閟城に住まわせ、自分は渇塞城に住んだ。
顕慶（656年 - 661年）の初め、遏波之が遣使を送って唐に朝貢したので、高宗は厚く慰諭してやった。
顕慶3年（658年）、唐は渇塞城を休循州都督とし、阿了参にその刺史を任せた。
開元27年（739年）、突騎施（テュルギシュ）の都摩支が吐火仙可汗を奉じて謀反を起こしたので、北庭都護の蓋嘉運と突騎施酋長の莫賀達干（バガ・タルカン）は石（チャーチュ）王の莫賀咄吐屯（バガテュル・トゥドゥン）・史（ケシュ）王の斯謹提を率いて吐火仙可汗を討伐し、碎葉（スイアブ）城を陥落させて彼を捕えた。一方、抜汗那王の阿悉爛達干（アスラン・タルカン）は疏勒鎮守使の夫蒙霊詧と共に怛邏斯（タラス）城を攻撃して黒姓可汗（カラ・カガン）の爾微特勤を斬った。阿悉爛達干はこの功により奉化王に冊立された。
天宝3載（744年）、唐は抜汗那国を寧遠国と改名し、玄宗は唐の外家姓である竇氏を賜い、宗室の娘を和義公主に封じて寧遠王に降嫁した。
天宝13載（754年）、寧遠王の竇忠節は子の竇薛裕を遣わして唐に入朝し、宿衛に駐留することを請願したので、左武衛将軍を授けられた。
また、『大唐西域記』や『新唐書』には㤄捍国という国名が記載されており、これもフェルガナの転写だと思われるが、『新唐書』で寧遠国と併記されているので寧遠国とは違うようである。

## 習俗
大宛は貴山城を治とする王によって統治され、人々は城郭に住み、支配下のオアシスは70余、戸数6万、人口30万を擁した。土着の農耕民族で、馬やワインを特産としていた。従って、武帝が大宛の名馬汗血馬を入手するため李広利の遠征軍を派遣し、大宛はこれに敗れたため、一旦、漢の影響下に入った。

## 地理
大宛国があった場所は、現在のウズベキスタン共和国のフェルガナ盆地（フェルガナ州・ナマンガン州・アンディジャン州）にあたるとされている。当時は北西に康居、西に大月氏、西南に大夏、東に拘弥・于窴（于闐）・疏勒などの西域36国（タリム盆地）、東北に烏孫があった。また、漢の武帝が大宛遠征をした弐師城は、現在のキルギス共和国オシ（フェルガナ盆地の東南）に比定されている。

## 㤄捍国
玄奘三蔵は『大唐西域記』で次のように伝える。
『新唐書』西域伝下の記述もほぼ同様であるが、㤄捍国と寧遠国の条を併記しているということは、上記のようにフェルガナが分裂状態にあっていくつかの政権が存在していたためだと思われる。

## おもな大宛王

### 前漢の時代
- 毋寡
- 昧蔡
- 蝉封…毋寡の弟

### 後漢の時代
- 延留
- 橋塞提
- 延留…復位

### 西晋の時代
- 藍庾
- 摩之…藍庾の子

### 隋代
昭武氏
- 昭武阿利柒

### 唐代
- 契苾
- 阿瑟那鼠匿
- 阿了参…契苾の兄の子
- 遏波之…鼠匿の子
- 阿悉爛達干（奉化王）

竇氏
- 竇忠節
- 竇薛裕…竇忠節の子